# Schmarotzerröhrlinge
Die Schmarotzerröhrlinge (Pseudoboletus) sind eine Pilzgattung aus der Familie der Dickröhrlingsverwandten (Boletaceae).
Die Typusart ist der Parasitische Röhrling (Pseudoboletus parasiticus).

## Merkmale

### Makroskopische Merkmale
Die in der Regel kleinen Fruchtkörper der Schmarotzerröhrlinge ähneln im Aussehen den Filzröhrlingen (Xerocomus). Die Röhren sind am Stiel angewachsen oder laufen ein wenig daran herab. Die Poren bzw. Röhrenmündungen sind mittelgroß. Das Sporenpulver hinterlässt einen oliv-braunen Abdruck. Der feste Stiel ist über seinen unteren Teil mit dem Fruchtkörper des Wirts verbunden.

### Mikroskopische Merkmale
Die Hutdeckschicht (Pileipellis) besteht aus einem Trichoderm, deren Pilzfäden (Hyphen) mit dem Alter mehr oder weniger kollabieren. Eine Gelifizierung der Hyphen wurde nicht beobachtet. Die Struktur der Hymenophoraltrama ist eine gut entwickelte Zwischenstufe zwischen dem Boletus- und dem Phylloporus-Typ, manchmal fast boletoid. Die röhrlingsartigen Sporen erscheinen in der Vorderansicht länglich spindelig-zylindrisch mit einem flachen Hilarfleck im Profil. Bei der einzigen europäischen Art dieser Gattung (P. parasiticus) hat die Sporenoberfläche ein ungewöhnliches schartiges Ornament, das nur mit der Elektronenmikroskopie nachweisbar ist. Die Stieloberfläche ist steril und besteht aus einem faserigen Trichoderm:Abb. 1+2:Abb. 4b. Sporenständer (Caulobasidien) fehlen hier. Das Stielfleisch setzt sich aus längs angeordneten Hyphen zusammen. Eine seitliche Stielschicht fehlt. Die Hyphen sind schnallenlos.

## Gattungsabgrenzung
Die Scheinröhrlinge unterscheiden sich von den anderen europäischen Arten der Dickröhrlingsverwandten in den folgenden Merkmalen: Die Stieloberfläche ist steril, weist keine Kaulozystiden auf und ist mit einem faserigen Trichoderm bedeckt. Pseudoboletus-Spezies ernähren sich parasitär, zumindest während eines bestimmten Zeitraums ihres Lebens. Ein weiteres Merkmal, das den Parasitischen Röhrling von anderen europäischen Boletaceae-Vertreter unterscheidet, ist die schartig ornamentierte Oberfläche der Sporen.
Pseudoboletus unterscheidet sich zudem von den Filzröhrlingen (Xerocomus s. str.) und den Rotfußröhrlingen (Xerocomellus), deren Fruchtkörper sich makroskopisch am ähnlichsten sehen, durch folgende Merkmale: Von Xerocomus s. str. durch die Struktur der Hymenophoraltrama, die zwischen dem boletoiden und phylloporoiden Typ liegt, manchmal fast boletoid ist, und von Xerocomellus durch die Hutdeckschicht, die aus einem faserigen Trichoderm besteht.

## Ökologie
Während der Fruktifikationsphase leben Scheinröhrlinge als Mykoparasiten an Bauchpilzen der Gattungen Scleroderma und Astraeus. Während der Parasitische Röhrling mit dem Dickschaligen Kartoffelbovist (S. citrinum) vergesellschaftet ist, parasitiert Pseudoboletus astraeicola den Gemeinen Wetterstern (Astraeus hygrometricus).

## Arten
Die Gattung Pseudoboletus umfasst weltweit zwei Arten, von denen nur der Parasitische Röhrling in Europa vorkommt. Pseudoboletus astraeicola ist in Japan heimisch.
| Pseudoboletus weltweit |                           |                                          |
| \| Deutscher Name \| Wissenschaftlicher Name \| Autorenzitat \| \| ---------------------- \| ------------------------- \| ---------------------------------------- \| \| \| Pseudoboletus astraeicola \| (Imazeki 1952) Šutara 2005 \| \| Parasitischer Röhrling \| Pseudoboletus parasiticus \| (Bulliard 1790 : Fries 1821) Šutara 1991 \| |                           |                                          |
| Deutscher Name | Wissenschaftlicher Name   | Autorenzitat                             |
| | Pseudoboletus astraeicola | (Imazeki 1952) Šutara 2005               |
| Parasitischer Röhrling | Pseudoboletus parasiticus | (Bulliard 1790 : Fries 1821) Šutara 1991 |